# San Donato in Collina
San Donato in Collina è una frazione divisa tra i comuni di Rignano sull'Arno e di Bagno a Ripoli, situata a metà strada (7 km circa) tra i due capoluoghi, nella Città metropolitana di Firenze.
L'abitato è conosciuto come il "Paese delle Frittelle".

## Storia
I territori comunali di Bagno a Ripoli e Rignano sull'Arno sono percorsi dalla strada erede della Cassia Nova che collegava Firenze con il Valdarno ed Arezzo: una direttrice che favorì la nascita di agglomerati urbani come Troghi e San Donato in Collina. Fino agli anni venti del 1800 la Strada Regia Aretina, erede del vecchio collegamento romano, collegava Firenze ad Incisa attraverso San Donato in Collina, un percorso interrotto per la via di Pontassieve fino a quando, nel 1856, riprende il vecchio tracciato tuttora classificato come strada provinciale della città metropolitana di Firenze.
Nel secondo dopoguerra, con la crescente diffusione del mezzo privato, il paese ha avuto una notevole espansione urbanistica che si è accentuata soprattutto a partire dagli anni ottanta del XX secolo, in gran parte all'interno del territorio rignanese.

## Monumenti e luoghi d'interesse
In direzione di Troghi si trova la Villa di Torre a Cona, imponente costruzione settecentesca dell'area fiorentina.
Nelle immediate vicinanze, verso Sud-Est, è situato il Bosco di Fonte Santa.

## Infrastrutture e trasporti

### Mobilità urbana
L'abitato è collegato a Firenze e Bagno a Ripoli attraverso la rete della società Autolinee Toscane. Inoltre una linea circolare consente i collegamenti verso Rignano sull'Arno.

### Viabilità
La frazione è attraversa dalla SP 1 Aretina che collega storicamente Firenze ad Arezzo.
L'abitato, data la propria posizione sulla sommità di una collina e la centralità sull'asse dei collegamenti tra il Nord Italia e Roma, dà il proprio nome ad alcune importanti infrastrutture autostradali e ferroviarie.

### Galleria San Donato (A1)
La galleria San Donato ha una lunghezza di 931 metri: è stata aperta al traffico il 29 aprile 1964, contestualmente all'inaugurazione del tratto autostradale Firenze Certosa - Valdarno, e si trova tra le uscite di Firenze Sud e Incisa-Reggello.
Dopo gli incontri istituzionali,  il 2 settembre 2005 è iniziato il procedimento per realizzare una terza corsia di marcia tra le due uscite ed è in corso di realizzazione un'ulteriore galleria autostradale parallela a quella attuale. Contestualmente alla nuova opera verranno ricoperti 24 ettari del versante nord di San Donato (valle dell'Isone, versante di Antella) con 1,5 milioni di metri cubi di terre di scavo provenienti dalla nuova galleria suddetta e da tutti i lavori lungo il tratto Firenze Sud - Incisa/Reggello: i 24 ettari diventeranno una pertinenza autostradale.

### Galleria San Donato (Direttissima)
Il 30 gennaio 1986 fu aperta la tratta ferroviaria della Direttissima tra Firenze e Figline Valdarno con cui si ebbe l'avvio del traffico commerciale all'interno della nuova galleria San Donato che, con i suoi 10.954 metri, è la più lunga dell'intera tratta tra il capoluogo toscano e Roma e una delle più imponenti d'Europa al momento dell'inaugurazione.

### Posto di Comunicazione San Donato
Nel tratto fiorentino della ferrovia direttissima da/per Roma, all'altezza della frazione di Salceto nel comune di Rignano sull'Arno, è presente un Posto di Comunicazione denominato "PC San Donato" che, oltre a un'area di emergenza, permette il passaggio dei treni da un binario all'altro.

## Eventi
- Festa delle frittelle, da gennaio a marzo[4][21]